# Dianthidium arizonicum
Dianthidium arizonicum là một loài Hymenoptera trong họ Megachilidae. Loài này được Rohwer mô tả khoa học năm 1916.